# Cyworld
Cyworld é um site sul-coreano de relacionamento virtual, mantido pela SK Communications, uma empresa pertencente à South Korea Telecom, a maior operadora de telefonia móvel da Coreia do Sul. 

## Origens, história, impacto e sucesso

### Etimologia
A palavra "Cyworl" pode significar tanto "mundo cibernético" (sendo uma corruptela das palavras inglesas "cyber" e "world") como também "mundo do relacionamento" (sendo "cy" uma forma de representar a palavra coreana "relação" em alfabeto latino). De fato, o nome do site é propositalmente um jogo de palavras. 

### Impacto na sociedade sul-coreana
O site australiano Theage.com.au divulgou que 90% dos sul-coreanos entre 20 e 30 anos é cadastrado no Cyworld. O site Gigaom.com diz que 25% de toda a população da Coreia do Sul tem um minihompy no mesmo. Confirmando o sucesso dessa rede sul-coreana, o site Thestandard.com afirmou que, durante o mês de setembro de 2005, o Cyworld recebeu cerca de 20 milhões de visitantes diferentes.
O Cyworld causou um grande impacto na cultura da Internet sul-coreana. Inúmeros socialites e celebridades desse país ficaram conhecidos por possuir uma conta no Cyworld, onde detalhes dos seus próximos trabalhos e das suas turnês são publicados, como é o caso do ícone sul-coreano Duk-In Joo, poeta e escritor de um best-seller nesse país. Tornou-se comum na Coreia do Sul, entre jovens recém-apresentados, trocar seus endereços de minihompy ao invés dos números de telefone, como forma de manter contato.
O mundo corporativo também passou a usar o Cyworld como uma ferramenta comercial. Há casos de companhias criando minihompies para divulgar o lançamento de seus produtos.
Pelo lado negativo, também já houve muitos crimes virtuais cometidos usando-se os dados pessoais dos usuários do site, disponibilizados pelos próprios. Em cada minihompy, o usuário pode divulgar informações pessoais como o número de seu telefone celular, seu endereço de e-mail e até o endereço de sua residência, o que possibilita a sua utilização por criminosos. 

### Decorrências do sucesso
Devido ao seu grande sucesso na Coreia do Sul, em agosto de 2006 foi lançada a versão americana do site. Enquanto manteve muitas características do site sul-coreano original, a versão dos EUA foi redesenhada, para assim oferecer mais ferramentas e se adaptar ao público norte-americano.
Também em 2006, o Cyworld recebeu o Prêmio Wharton Infosys Business Transformation, por seu largo alcance social em interação interpessoal.
O Cyworld, além dos EUA, opera também na China, Japão, Taiwan e Vietnã.
Em 2007, lançou uma comunidade virtual mundial para troca de arquivos fotográficos, chamada The Photo Diary.
Uma adaptação sueca do site, Bilddagboken.se, já tem cerca de 6 milhões de usuários cadastrados.

## Conteúdo
Diferentemente do Facebook, no Cyworld os usuários podem decorar seu "perfil" virtual da maneira desejada. No site, o perfil virtual de um usuário é conhecido como "minihompy" (que, em coreano, significa "mini-página" ou "mini-homepage"). Cada minihompy pode compreender uma galeria de fotos, um fórum virtual, um livro de visitas, a lista de amigos e um pequeno blog. Como na maioria dos sites de relacionamento, os usuários do Cyworld podem adicionar amigos ao seu minihompy para assim formar uma rede social virtual.